# Бельгия на зимних Олимпийских играх 1924
Бельгия принимала участие в Зимних Олимпийских играх 1924 года в Шамони (Франция), где завоевала одну бронзовую медаль. Сборную страны представляли 18 спортсменов (17 мужчин и 1 женщина).

## Бронза
- Бобслей, мужчины — Шарль Мюлдер, Рене Мортио, Пауль ван ден Брук, Виктор Версхурен и Анри Виллемс[2].

- Четырьмя годами позднее Шарль Мюлдер снова участвовал в зимних олимпийских играх в составе команды «Бельгия II», однако на этот раз его команда стала шестнадцатой.
- Виктор Версхюрен и Поль ван ден Брук были не только бобслеистами, но и хоккеистами и представляли Бельгию в олимпийском турнире по хоккею. Команда не смогла выиграть ни одного матча.

## Другие виды спорта

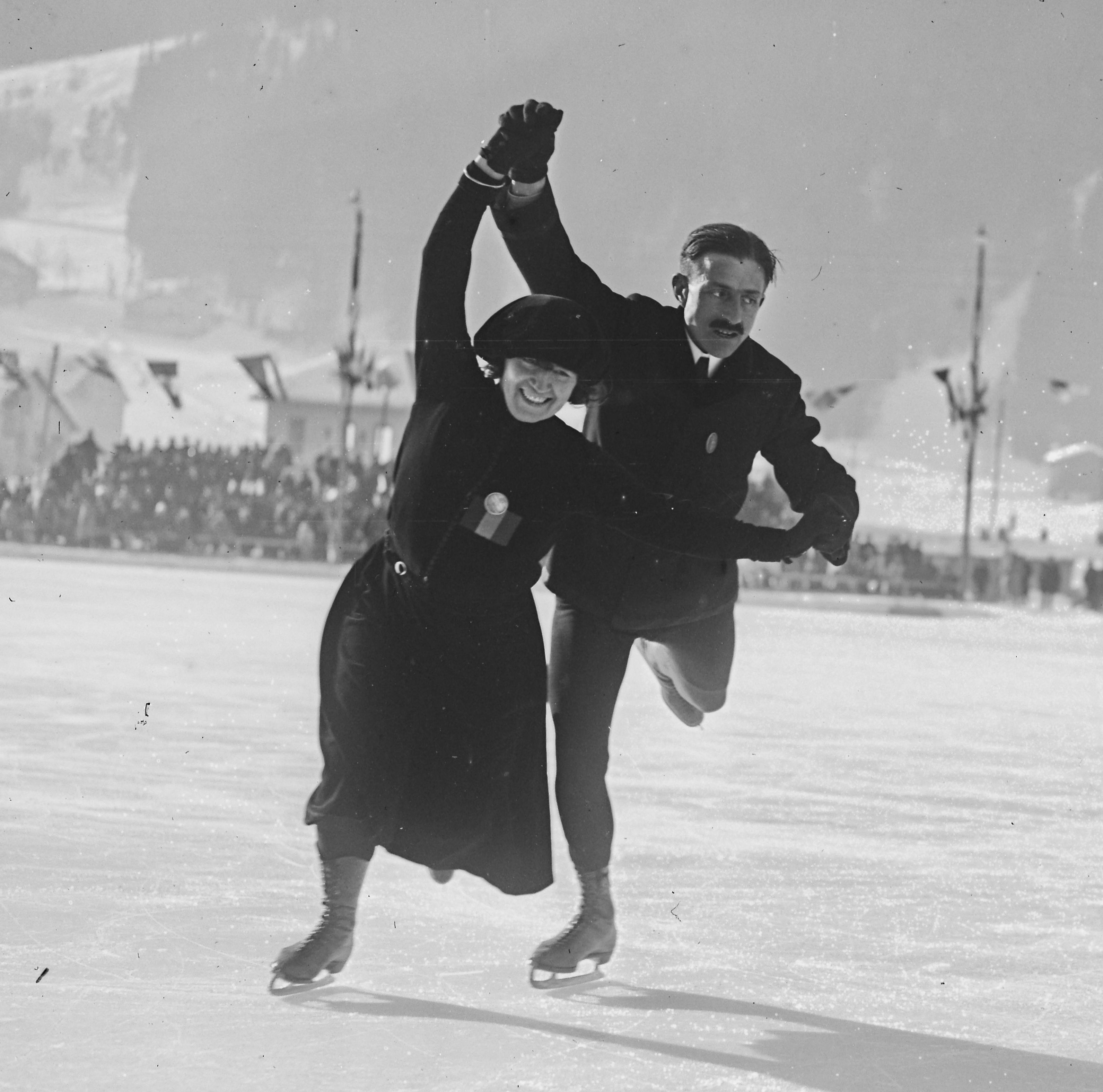
Жоржетт Эрбо и Жорж Вагеманс на олимпийском льду.

Кроме бобслея и хоккея бельгийцы состязались в фигурном катании (мужчина-одиночник и спортивная пара) и конькобежном спорте.